# Империя
 Тази статия е за вида държава.  За други значения вижте Империя (пояснение).  
Империя (на латински: imperium – „власт“) е монархия, управлявана от император, или група държави намиращи се под обща върховна власт.

## История на понятието

### Античност
През Античността, след 1 век пр.н.е., „империя“ означава мултиетническа държава, подчинена на административно-териториален център – град-държава. Тя е управлявана от император, чиято власт е наследствена.

### Средновековие
През Ранното средновековие, след 5 век, „империя“ е мултиетническа държава, управлявана от владетел император – част от феодалните фамилии на определен етнос, в чиито земи живеят и други народи.
През Късното средновековие, след 12 век „империята“ става мултиетническа държава със сложен държавно-административен, феодален и военен апарат, ръководен от владетел император, чиято власт е наследствена. За този период е характерно и влиятелното духовенство, олицетворявано от главата на съответното вероизповедание (Византия, Свещената римска империя, Османска империя).

### Ново време
През епохата на Великите географски открития, след 15 век, се дава начало на силна централизация на властта в личността на владетеля и се появяват колониалните империи на Англия, Франция, Испания, Холандия, Португалия, владеещи обширни територии и народи в новооткритите континенти и земи и разполагащи с огромни военни, човешки и материални ресурси.
Последните империи се развиват до края на Първата световна война: Австро-Унгарска империя, Руска империя, Британска империя, Османска империя.

## Списък на империите

### Ранни империи
- Елам (ок. 2700 пр.н.е. – 539 пр.н.е.)
- Акад (ок. 2350 пр.н.е. – 2150 пр.н.е.)
- Вавилон (ок. 1900 пр.н.е. – 1600 пр.н.е.)
- Египетска империя (ок. 1550 пр.н.е. – 1070 пр.н.е.)
- Хетска империя (ок. 1460 пр.н.е. – 1180 пр.н.е.)
- Обединеното кралсво на Израил и Юдея (1050 – 920 пр.н.е.)
- Асирия (ок. 900 пр.н.е. – 612 пр.н.е.)
- Персия, ок. 550 пр.н.е. – 330 пр.н.е.)
- Магада (ок. 500 пр.н.е. – 300/139 пр.н.е.?)
- Империята на Александър Велики (ок. 338 пр.н.е. – 309 пр.н.е.)
- Маурия (321 пр.н.е. – 185 пр.н.е.)
- Селевкидска империя (323 пр.н.е. – 60 пр.н.е.)
- Китайска империя (221 пр.н.е. – 1912)
- Партия (ок. 200 пр.н.е. – 224)
- Армения (190 пр.н.е. – 165)
- Римска империя (27 пр.н.е. – 476)

### Първо хилядолетие след Христа
- Сасанидска империя (224 – 651)
- Теотуикан (300 пр.н.е – 600/700)
- Гупта (320 – 550)
- Аксум (400 – 700)
- Византия (323 – 1453)
- Франкска иперия (ок. 509 – 843)
- Тибетска империя (ок. 6 век – 10 век)
- Арабски Халифат (ок. 630 – 1258)
- Български империи (681 – 1422)
  - Първо българско царство (680 – 1018)
  - Второ българско царство (1185 – 1422)
  - Волжка България(660 – 1240)
- Чола (8 век – 12 век)
- Венецианска империя (8 век – 1797)
- Кхмерска империя (802 – 1462)
- Великоморавия (833 – 9 век)
- Свещена Римска Империя (843 – 1806)
- Гана (ок. 900 – 1240)
- Ту'и Тонга (950 – 1875?)
- Газневидска ипперия (963 – 1187)
- Когурьо (Корея)
- Балхае (Корея)
- Виетнамска империя (? – 1945)

### Началото на второто хилядолетие
- Унгария (1000 – 1526)
- Хойсала (1026 – 1343)
- Велика Селджукска Империя (ок. 1037 – 1194)
- Конго (ок. 1100 – ок. 1884)
- Датска империя (12 век – 1953)
- Никейска империя (1204 – 1261)
- Латинска империя (1204 – 1261)
- Трапезунд (1204 – 1461)
- Монголска империя (1206 – 1502)
- Абисинска империя (1270 – 1974)
- Османска империя (1281 – 1923)
- Маджапахит (1293 – ок. 1500)
- Мали (13 век – 16 век)
- Сръбска империя (1345 – 1371)
- Вижаянагара (ок. 1336 – 1650)
- Сиам (1350 – ок. 1909)
- Ацтекска империя (1375 – 1521)
- Златната Орда (1378 – 1502)
- Сонгай (14 век – 15 век)
- Малинке (ок. 1400 – ?)
- Тимуридска империя (1401 – 1505)
- Инкска империя (1438 – 1533)
- Испанска империя (1492 – 1975)
- Португалска империя (1415 – 1999)

### Края на второто хилядолетие след Христа
- Моголска империя (1526 – 1857)
- Шведска империя (1561 – 1878)
- Британска империя (ок. 1583 – 20 век)
- Френска империя (ок. 1605 – 20 век)
- Холандска империя (1620 – 20 век.)
- Марата (1674 – 1761)
- Руска империя (1721 – 1917)
- Сикхска империя (1801 – 1849)
- Австрийска империя (1804 – 1867)
- Мексиканска империя (1822 – 1823, 1864 – 1867)
- Бразилска империя (1822 – 1889)
- Австро-Унгария (1867 – 1918)
- Германска империя (1871 – 1918)
- Японска империя (1871 – 1945)
- Италианска империя (1885 – 1943)
- Корейска империя (1897 – 1910)

### Империи през 20 век
- Белгийска империя (1901 – 1962)
- СССР (1922 – 1991)
- Третият райх (1933 – 1945)
- Югославия (1918 – 2006)